# پترسون پیسانیا
پترسون پیسانیا (به پرتغالی: Peterson dos Santos Peçanha) دروازه‌بان اهل برزیل است که در شهر São Gonçalo و در تاریخ ۱۱ ژانویهٔ ۱۹۸۰ به دنیا آمده‌است.
پترسون پیسانیا در تیم‌های فوتبال فلامینگو سابقهٔ حضور دارد.